# Dariusz Mróz
Dariusz Mróz (ur. 24 stycznia 1969, zm. 9 grudnia 2018) – polski bokser i trener bokserski.

## Życiorys
Jako zawodnik reprezentował barwy Legii Warszawa. W latach 80. XX wieku boksował w wadze do 67 kg. Był między innymi członkiem reprezentacji Polski. W 1986 wywalczył tytuł wicemistrza Polski juniorów w kategorii półśredniej. W tym samym sezonie zwyciężył w MTB o „Srebrną Łódkę” i reprezentował Polskę w IX edycji Mistrzostw Europy juniorów w Kopenhadze. W 1987 odpadł w ćwierćfinale Turnieju im. Feliksa Stamma. Był także młodzieżowym wicemistrzem Polski w wadze półśredniej. Następnie kilkakrotnie bez sukcesów brał udział w seniorskich mistrzostwach Polski.
Po zakończeniu kariery zawodniczej pracował jako trener w Legii Warszawa. Szkolił między innymi Mariusza Pudzianowskiego i Pawła Nastulę. Prowadzony przez Mroza jako trenera, Sergiej Werwejka, w 2013 zwyciężył w Memoriale im. Feliksa Stamma.
Zginął w wypadku samochodowym, do którego doszło w niedzielę 9 grudnia 2018 w Warszawie. Prowadzony przez Mroza samochód uderzył w filar Mostu Poniatowskiego.